# Limnophora virago
Limnophora virago är en tvåvingeart som beskrevs av Fritz Isidore van Emden 1965. Limnophora virago ingår i släktet Limnophora och familjen husflugor. Inga underarter finns listade i Catalogue of Life.